# Johan Gustaf Bonn
Johan Gustaf Bonn, född februari 1745, död 26 november 1796, han var mellan 1773 och 1781 dubblerande aktör och sångare vid Kungliga Operan i Stockholm. Han var 1782–1788 andre kormästare och 1788–1796 körmästare. Bonn var också kantor vid Stora trivialskolan i Stockholm. Han gifte sig 28 september 1784 med Maria Sofia Zander (1759–1836).

## Roller
- 1778 – Osman i Gripon och Martin.[2]
- 1786 – Anders Pehrson i Gustaf Wasa.[2]